# アルハンゲリスク
アルハンゲリスク（ロシア語: Арха́нгельск, ラテン文字転写: Arkhangel'sk ロシア語発音: [arˈxanɡʲɪlʲsk] アルハーンギェリスク）は、ロシア北西部の都市。人口は約30万人（2021年）。白海に注ぐ北ドヴィナ川の河口近くに位置する。アルハンゲリスク州の州都。17世紀末にピョートル1世によって海軍軍事基地として開発された。アルハンゲリスクとは「大天使の町」の意味で、戦う大天使（アルハンゲリ）「ミカエル」の名にちなんで命名されたものである。

## 歴史

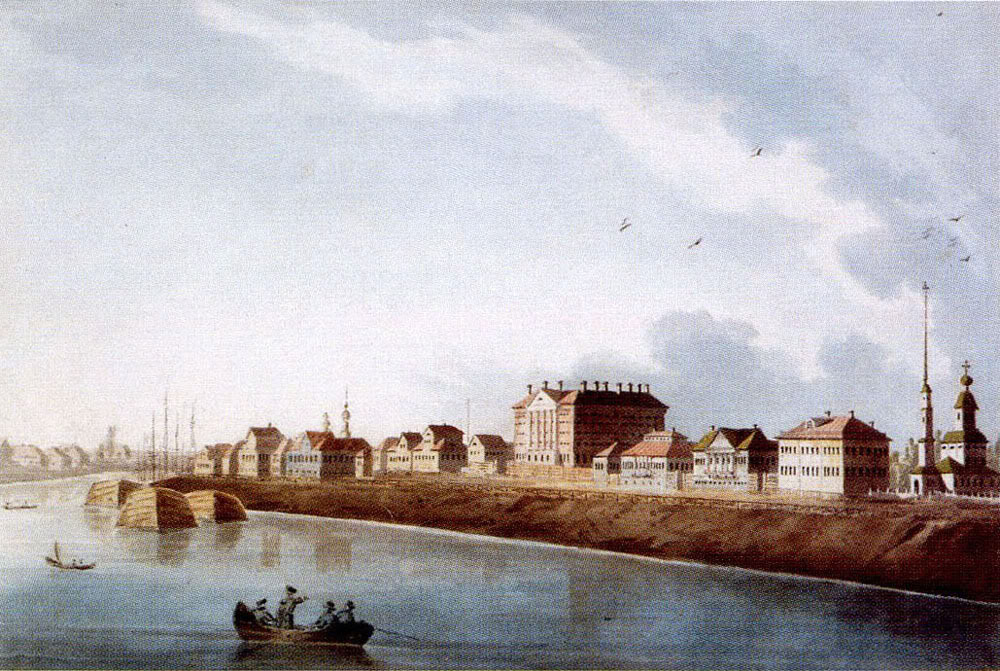
アルハンゲリスクの河岸（1826年）

この地域は古くからヴァイキングに知られており、12世紀にはノヴゴロド人が北ドヴィナ川の入り江に大天使ミカエル修道院を建立した。ノヴゴロドからの入植者はポモールと呼ばれ、白海から北極海を通じた交易に関与した。1478年にはノヴゴロド公国を滅ぼしたモスクワ大公国に編入された。当時、この地域の商業の中心地は現在のアルハンゲリスクより少し上流の町ホルモゴルイであり、まだアルハンゲリスクは存在しなかった。
1555年、イヴァン4世（雷帝）が、北東航路を求めて白海に来航したイギリス商人たち（モスクワ会社）に特権を与えると、北ドヴィナ川河口に毎年イギリス船が送られるようになった。続いてオランダ商人たちも白海での活動を始め、1584年、イヴァン4世はホルモゴルイの下流に町を建設した。はじめはノヴォ・ホルモゴルイ（新ホルモゴルイの意）と呼ばれたが、1613年に近在の修道院にちなみアルハンゲリスクと改められる。バルト海の通航がハンザ同盟とそれに代わるバルト帝国によって支配されていた時代、アルハンゲリスクは、冬期の5ヶ月間は凍結して使用できなくなるものの、ロシアの唯一の海港であり、オランダやイギリス（モスクワ会社）の商人との白海経由の海上交易で栄えた。
1693年、海軍の重要性を認識したピョートル1世によってアルハンゲリスクに造船所が建設される。その後、スウェーデンとの戦争に勝利し、1703年にフィンランド湾に臨むサンクトペテルブルクが開かれた。外国貿易の全てをサンクトペテルブルクに集中させる勅令が出た後もアルハンゲリスク経由の貿易はなかなか減らなかったが、次第にアルハンゲリスクの重要性は低下していった。

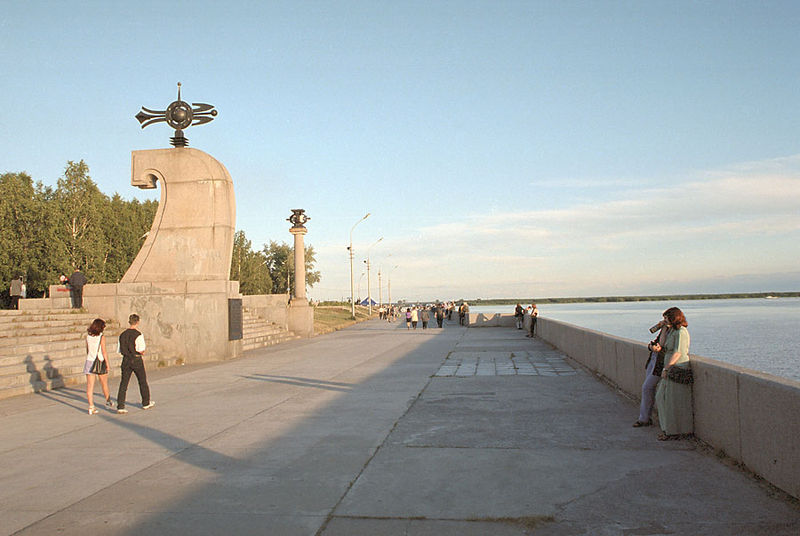
北ドヴィナ川の河岸通り

バルト海の重要性が高まるにつれてアルハンゲリスクは衰退したが、ノルウェー北部の魚介類とロシアの穀物を交換するポモール貿易の舞台としてはなお重要であった。19世紀末にモスクワと鉄道で結ばれたことで、主要な輸出品である木材の輸出港として再び活気を取り戻した。ロシア内戦期の1918年から1920年にかけて、町はボルシェヴィキに抵抗する反革命政府、白軍の拠点となり、1918年8月には、共産革命の崩壊を図ったイギリスやアメリカが一時占領した。革命後はポモール貿易は途絶し行われなくなった。
第二次世界大戦中には連合国側の補給中継基地として機能し、多大な軍需援助物資がアルハンゲリスクを通して独ソ戦線へと運ばれていった。（独ソ戦「東部戦線の立場と援助」の項参照）
第二次世界大戦後、アルハンゲリスク州の広大な土地は核実験の場所として使用され、またアルハンゲリスクの南には大陸間弾道ミサイル（ICBM）の発射場（プレセツク宇宙基地を参照）が建設された。外港であるセヴェロドヴィンスクはロシアの原子力潜水艦製造計画の中心地である。
上記のような軍事上の機密の理由などから、1980年代の共産主義崩壊にいたるまでアルハンゲリスクは閉鎖都市で、外国からの旅行者はもとより一般市民の立ち入りも禁止された。

## 気候
| アルハンゲリスクの気候       | アルハンゲリスクの気候 | アルハンゲリスクの気候 | アルハンゲリスクの気候 | アルハンゲリスクの気候 | アルハンゲリスクの気候 | アルハンゲリスクの気候 | アルハンゲリスクの気候 | アルハンゲリスクの気候 | アルハンゲリスクの気候 | アルハンゲリスクの気候 | アルハンゲリスクの気候 | アルハンゲリスクの気候 | アルハンゲリスクの気候 |
| 月                           | 1月                    | 2月                    | 3月                    | 4月                    | 5月                    | 6月                    | 7月                    | 8月                    | 9月                    | 10月                   | 11月                   | 12月                   | 年                     |
| ---------------------------- | ---------------------- | ---------------------- | ---------------------- | ---------------------- | ---------------------- | ---------------------- | ---------------------- | ---------------------- | ---------------------- | ---------------------- | ---------------------- | ---------------------- | ---------------------- |
| 最高気温記録 °C （°F）       | 5.0 (41)               | 6.2 (43.2)             | 12.1 (53.8)            | 25.3 (77.5)            | 30.2 (86.4)            | 32.1 (89.8)            | 34.4 (93.9)            | 33.4 (92.1)            | 27.7 (81.9)            | 18.3 (64.9)            | 9.7 (49.5)             | 9.1 (48.4)             | 34.4 (93.9)            |
| 平均最高気温 °C （°F）       | −9.6 (14.7)            | −8.3 (17.1)            | −2.9 (26.8)            | 4.1 (39.4)             | 10.8 (51.4)            | 17.6 (63.7)            | 20.9 (69.6)            | 18.3 (64.9)            | 11.5 (52.7)            | 3.9 (39)               | −2.2 (28)              | −6.6 (20.1)            | 4.8 (40.6)             |
| 平均最低気温 °C （°F）       | −16.6 (2.1)            | −15.6 (3.9)            | −11.7 (10.9)           | −4.6 (23.7)            | 1.9 (35.4)             | 7.9 (46.2)             | 11.2 (52.2)            | 9.8 (49.6)             | 5.2 (41.4)             | −0.6 (30.9)            | −7.2 (19)              | −13.2 (8.2)            | −2.7 (27.1)            |
| 最低気温記録 °C （°F）       | −45.2 (−49.4)          | −41.2 (−42.2)          | −37.1 (−34.8)          | −27.3 (−17.1)          | −13.7 (7.3)            | −3.9 (25)              | −0.5 (31.1)            | −4.1 (24.6)            | −7.5 (18.5)            | −21.1 (−6)             | −36.5 (−33.7)          | −43.2 (−45.8)          | −45.2 (−49.4)          |
| 降水量 mm （inch）           | 33 (1.3)               | 27 (1.06)              | 26 (1.02)              | 31 (1.22)              | 42 (1.65)              | 54 (2.13)              | 61 (2.4)               | 68 (2.68)              | 60 (2.36)              | 61 (2.4)               | 53 (2.09)              | 44 (1.73)              | 560 (22.05)            |
| 出典：Pogoda.ru.net 2007.9.8 |                        |                        |                        |                        |                        |                        |                        |                        |                        |                        |                        |                        |                        |

## 経済

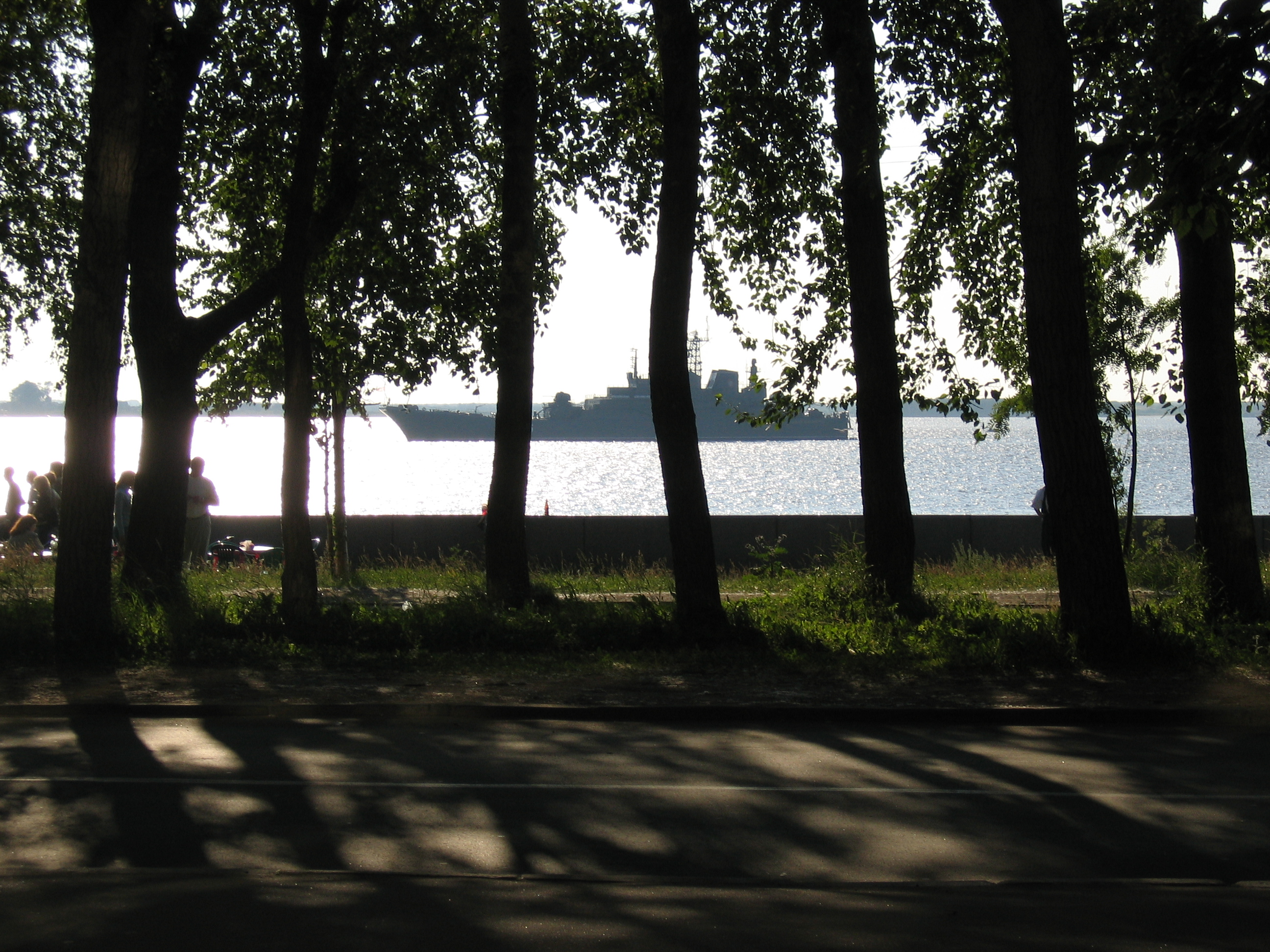
アルハンゲリスクの北ドヴィナ川とロシア海軍の船舶

現在、アルハンゲリスクは砕氷船の発達で一年を通して使用できるようになり、重要な港湾都市である。木材加工や漁業が主要な産業。

## 文化と教育
18世紀のロシアの科学者ミハイル・ロモノーソフは付近の小村の出身である。
アルハンゲリスク国立工科大学（1929年開学）が他大学・短期大学を合併して2011年に成立した連邦大学、ロモノーソフ名称北方(北極)連邦大学がある

## 交通

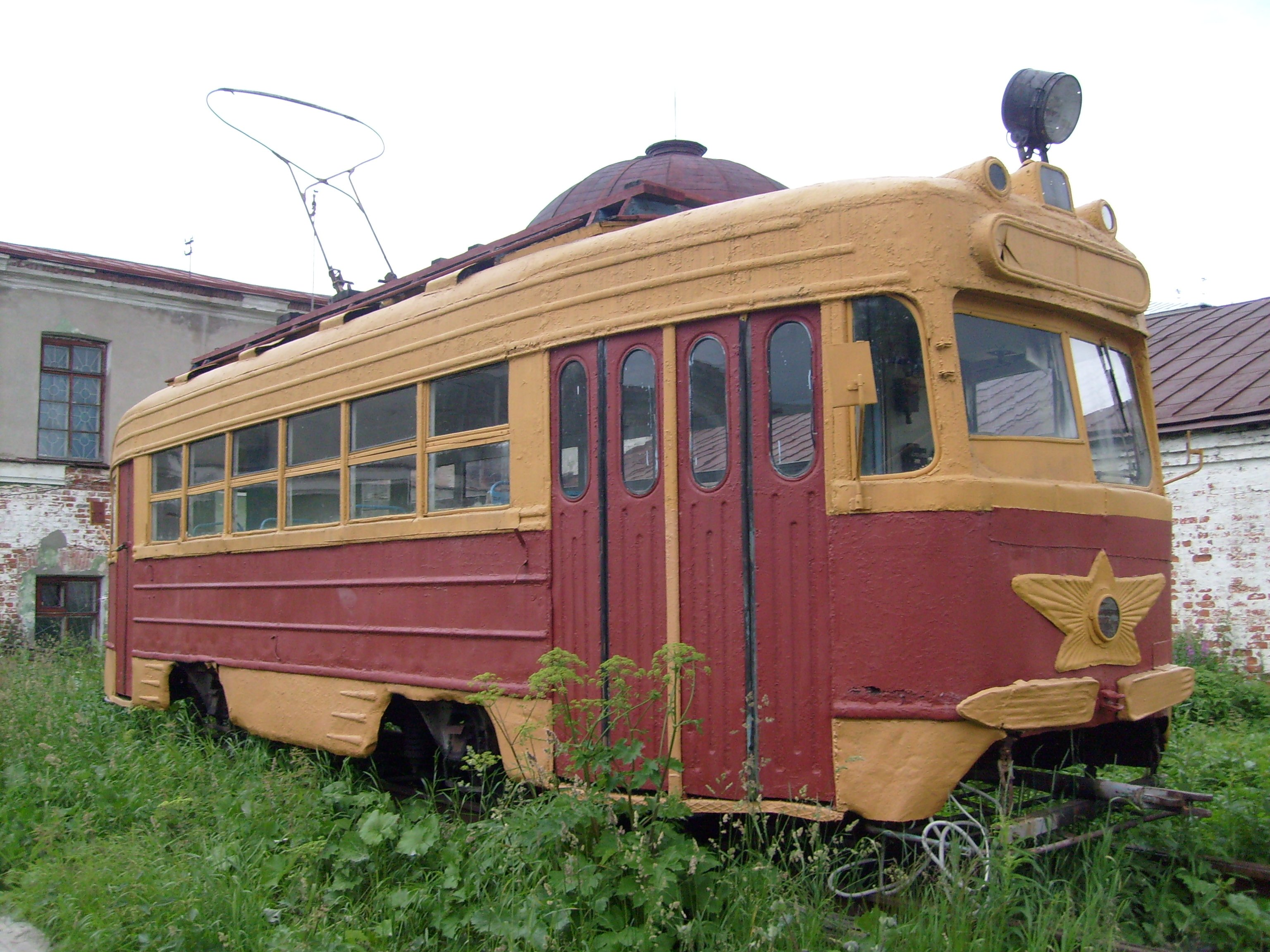
アルハンゲリスク市電の電車

1916年から2004年まで走っていたアルハンゲリスク市電は、世界で最も北を走る路面電車だった。
郊外にはアルハンゲリスク・タラギ空港があり、モスクワ等の主要都市と連絡が可能である。

## 友好都市
- ポートランド（アメリカ合衆国メイン州、1988年11月18日より）
- ヴァードー（ノルウェー、1989年2月23日より）
- スウプスク（ポーランド、1989年6月26日より）
- エムデン（ドイツ、1989年11月26日より）
- ミュルーズ（フランス、1992年3月13日より）
- オウル（フィンランド、1993年6月3日より）
- ピレウス（ギリシア、1995年2月28日より）
- キルナ（スウェーデン、1999年8月9日より）